# Giuseppe Pappacoda, III principe di Centola
Giuseppe Pappacoda, III principe di Centola (Centola, 12 maggio 1692 – Napoli, 21 maggio 1773), è stato un nobile e politico italiano.

## Biografia
Giuseppe Pappacoda nacque a Centola il 12 maggio 1692, figlio secondogenito di Domenico, I principe di Centola, e di sua moglie Giovanna Pappacoda dei principi di Triggiano. Suo zio fu il letterato Federico Pappacoda. Alla morte del padre, gli successe al principato il figlio primogenito Salvatore nel 1723 e Giuseppe quindi ebbe modo di inserirsi nella carriera amministrativa del regno. 
In precedenza, Giuseppe ebbe modo di studiare con Giambattista Vico dal quale venne indirizzato agli studi di retorica, filosofia, lettere e greco e latino antichi, studiando matematica poi con Antonio Monforte e Agostino Ariani. Studiò da autodidatta le materie giuridiche.
Giuseppe venne quindi ammesso alla corte borbonica di Napoli come gentiluomo di camera e nel 1747 ottenne il cavalierato di San Gennaro. Quando il conte di Santisteban venne allontanato da Napoli, questo fatto ebbe delle pesanti ripercussioni sui fratelli Salvatore e Giuseppe Pappacoda che si trovarono così privati di una figura d'appoggio e fiducia, ma Giuseppe, con l'appoggio di Bernardo Tanucci, divenne reggente della Vicaria nel 1741 durante il governo di José Joaquín de Montealegre, venendo preferito al principe di Ardore. Ottenne poco dopo la presidenza della Giunta del Codice, un gruppo di giuristi che si doveva preoccupare di riformare la legislazione del regno di Napoli, ma che infine rinunciò all'incarico.
Alla morte del fratello Salvatore nel 1744, non avendo questi avuto eredi, gli succedette come terzo principe di Centola.
In Vicaria si occupò particolarmente della repressione della massoneria, condannata sia dal papa che dal nuovo re di Napoli, guadagnandosi sempre più la stima del Tanucci, ministro della giustizia, il quale lo favorì non solo nel suo ingresso al consiglio di stato (succedendo a Bartolomeo Corsini), ma anche nel suo ingresso nel consiglio di reggenza del regno nel 1759, quando Carlo III dovette partire alla volta della Spagna per ottenerne la corona, lasciando al suo posto il figlio Ferdinando, ancora minorenne. Nel consiglio di stato, mentre il Tanucci si mostrò sostanzialmente neutrale, il Pappacoda pur rimanendone fedele alleato fu spiccatamente filo-aristocratico e strenuo difensore dei privilegi della città di Napoli sulle altre circonvicine. Giuseppe fu inoltre uno strenuo difensore dei diritti della chiesa, spinto a tali decisioni in particolare dal suo confessore, il lazzarista Giovanni Alasia.
Quando Ferdinando IV raggiunse la maggiore età, il Pappacoda venne comunque mantenuto nel consiglio di stato dal nuovo sovrano, ma il suo ruolo venne fortemente ridimensionato ed egli stesso si preoccupò più agevolmente dei propri interessi di famiglia, come il restauro della cappella nei pressi del suo palazzo.
Giuseppe Pappacoda morì a Napoli il 21 maggio 1773. Alle esequie, svoltesi nella chiesa di Santa Maria delle Vergini, tenne per l'occasione un'orazione Giuseppe Pasquale Cirillo, mentre il grecista Giacomo Martorelli elaborò delle epigrafi. Non avendo avuto figli maschi, sulla base delle sue ultime volontà, il suo patrimonio passò integralmente alla figlia Giovanna, la quale aveva sposato Giovanni Carlo Doria, principe di Angri.

## Matrimonio e figli
Il 14 settembre 1741, Giuseppe sposò Maria Anna Spinelli Barrile (1711-1781), figlia di Tommaso Francesco III, marchese di Fuscaldo e di Carlotta Spinelli Savelli dei principi di Cairati, nonché nipote dell'arcivescovo di Napoli, il cardinale Giuseppe Spinelli. La coppia ebbe insieme tre figlie di cui però solo una raggiunse l'età adulta:
- Anna Maria (1743-infante)
- Giovanna (m. 1809), VI principessa di Centola, sposò il 5 novembre 1762 il nobile Giovanni Carlo II Doria, principe di Angri
- Carlotta (1746-infante)

## Genealogia
|                                                |                                                   |                                                      | Genitori                                              |  |  | Nonni |  |  | Bisnonni                                            |  |  | Trisnonni                                 |  |
|                                                |                                                   |                                                      |                                                       |  |  |       |  |  | Nicola Federico Pappacoda, II marchese di Pisciotta |  |  | Cesare Pappacoda, I marchese di Pisciotta |  |
|                                                |                                                   |                                                      |                                                       |  |  |       |  |  | Nicola Federico Pappacoda, II marchese di Pisciotta |  |  | Cesare Pappacoda, I marchese di Pisciotta |  |
|                                                |                                                   | Aurelia della Marra                                  |                                                       |  |  |       |  |  | Nicola Federico Pappacoda, II marchese di Pisciotta |  |  |                                           |  |
| Francesco Pappacoda, III marchese di Pisciotta |                                                   |                                                      |                                                       |  |  |       |  |  | Nicola Federico Pappacoda, II marchese di Pisciotta |  |  |                                           |  |
|                                                |                                                   | Porzia Mattei                                        | Mario Mattei, barone di Paganica                      |  |  |       |  |  |                                                     |  |  |                                           |  |
|                                                |                                                   | Porzia Mattei                                        | Mario Mattei, barone di Paganica                      |  |  |       |  |  |                                                     |  |  |                                           |  |
|                                                |                                                   | Porzia Mattei                                        | Prudenzia Cenci                                       |  |  |       |  |  |                                                     |  |  |                                           |  |
| Domenico Pappacoda, I principe di Centola      |                                                   | Porzia Mattei                                        |                                                       |  |  |       |  |  |                                                     |  |  |                                           |  |
|                                                |                                                   | Giovanni Girolamo Gesualdo, signore di Santo Stefano | Fabio Gesualdo, signore di Pescopagano                |  |  |       |  |  |                                                     |  |  |                                           |  |
|                                                |                                                   | Giovanni Girolamo Gesualdo, signore di Santo Stefano | Fabio Gesualdo, signore di Pescopagano                |  |  |       |  |  |                                                     |  |  |                                           |  |
|                                                |                                                   | Giovanni Girolamo Gesualdo, signore di Santo Stefano | Laura Loffredo                                        |  |  |       |  |  |                                                     |  |  |                                           |  |
| Livia Gesualdo                                 |                                                   | Giovanni Girolamo Gesualdo, signore di Santo Stefano |                                                       |  |  |       |  |  |                                                     |  |  |                                           |  |
|                                                |                                                   | Livia de Silva                                       | Luigi Alfonso de Silva                                |  |  |       |  |  |                                                     |  |  |                                           |  |
|                                                |                                                   | Livia de Silva                                       | Luigi Alfonso de Silva                                |  |  |       |  |  |                                                     |  |  |                                           |  |
|                                                |                                                   | Livia de Silva                                       | Livia Capece Minutolo                                 |  |  |       |  |  |                                                     |  |  |                                           |  |
| Giuseppe Pappacoda, III principe di Centola    |                                                   | Livia de Silva                                       |                                                       |  |  |       |  |  |                                                     |  |  |                                           |  |
|                                                | Ercole Pappacoda, III marchese di Capurso ex uxor | Cesare Pappacoda                                     |                                                       |  |  |       |  |  |                                                     |  |  |                                           |  |
|                                                | Ercole Pappacoda, III marchese di Capurso ex uxor | Cesare Pappacoda                                     |                                                       |  |  |       |  |  |                                                     |  |  |                                           |  |
|                                                | Ercole Pappacoda, III marchese di Capurso ex uxor | Caterina Toraldo                                     |                                                       |  |  |       |  |  |                                                     |  |  |                                           |  |
| Giuseppe Pappacoda, I principe di Triggiano    | Ercole Pappacoda, III marchese di Capurso ex uxor |                                                      |                                                       |  |  |       |  |  |                                                     |  |  |                                           |  |
|                                                |                                                   | Giovanna Pappacoda, III marchesa di Capurso          | Gisulfo Pappacoda, II marchese di Capurso             |  |  |       |  |  |                                                     |  |  |                                           |  |
|                                                |                                                   | Giovanna Pappacoda, III marchesa di Capurso          | Gisulfo Pappacoda, II marchese di Capurso             |  |  |       |  |  |                                                     |  |  |                                           |  |
|                                                |                                                   | Giovanna Pappacoda, III marchesa di Capurso          | Isabella Frangipani della Tolfa                       |  |  |       |  |  |                                                     |  |  |                                           |  |
| Giovanna Pappacoda di Triggiano                |                                                   | Giovanna Pappacoda, III marchesa di Capurso          |                                                       |  |  |       |  |  |                                                     |  |  |                                           |  |
|                                                |                                                   | Michele Cavaniglia, II duca di San Giovanni Rotondo  | Francesco Cavaniglia, signore di San Giovanni Rotondo |  |  |       |  |  |                                                     |  |  |                                           |  |
|                                                |                                                   | Michele Cavaniglia, II duca di San Giovanni Rotondo  | Francesco Cavaniglia, signore di San Giovanni Rotondo |  |  |       |  |  |                                                     |  |  |                                           |  |
|                                                |                                                   | Michele Cavaniglia, II duca di San Giovanni Rotondo  | Faustina Caracciolo di Brienza                        |  |  |       |  |  |                                                     |  |  |                                           |  |
| Elena Cavaniglia                               |                                                   | Michele Cavaniglia, II duca di San Giovanni Rotondo  |                                                       |  |  |       |  |  |                                                     |  |  |                                           |  |
|                                                |                                                   | Eleonora Cavaniglia                                  | Diego Cavaniglia                                      |  |  |       |  |  |                                                     |  |  |                                           |  |
|                                                |                                                   | Eleonora Cavaniglia                                  | Diego Cavaniglia                                      |  |  |       |  |  |                                                     |  |  |                                           |  |
|                                                |                                                   | Eleonora Cavaniglia                                  | Luigia Caracciolo                                     |  |  |       |  |  |                                                     |  |  |                                           |  |
|                                                |                                                   | Eleonora Cavaniglia                                  |                                                       |  |  |       |  |  |                                                     |  |  |                                           |  |